# Санкт Албан (Палатинат)
Санкт Албан (њем. Sankt Alban) општина је у њемачкој савезној држави Рајна-Палатинат. Једно је од 81 општинског средишта округа Донерсберг. Према процјени из 2010. у општини је живјело 322 становника. Посједује регионалну шифру (AGS) 7333066.

## Географски и демографски подаци
Санкт Албан се налази у савезној држави Рајна-Палатинат у округу Донерсберг. Општина се налази на надморској висини од 247 метара. Површина општине износи 5,5 km². У самом мјесту је, према процјени из 2010. године, живјело 322 становника. Просјечна густина становништва износи 59 становника/km².